# Cuneifrons
Cuneifrons és un gènere monotípic d'arnes de la família Crambidae Eugene G. Munroe el 1961. La seva única espècie, Cuneifrons coloradensis, descrita pel mateix autor el mateix any, es troba a l'estat estatunienc de Colorado.